# Republika Ostrowska
Republika Ostrowska, także Rzeczpospolita Ostrowska (10–26 listopada 1918) – wystąpienie Polaków w Ostrowie Wielkopolskim przeciwko władzy pruskiej, na miesiąc przed wybuchem powstania wielkopolskiego. Efektem wystąpienia był m.in. szereg ustępstw na rzecz Polaków na terenie powiatu ostrowskiego.

## Przebieg wydarzeń
Już we wrześniu Polacy powołali tajny Komitet Obywatelski, przygotowujący się do przejęcia władzy w mieście. Klęska Niemiec w I wojnie światowej, a zwłaszcza rewolucja w Berlinie 9 listopada 1918 rozpoczęły proces odzyskiwania niepodległości w Wielkopolsce. Informacje o abdykacji cesarza Wilhelma II oraz o tworzeniu przez socjalistów rad robotniczych i żołnierskich dotarły do jednostki batalionu zapasowego 155. pułku piechoty w Ostrowie jeszcze tego samego dnia i 9 listopada 1918 w obliczu wiadomości o rewolucji w Niemczech powołano Radę Żołnierską, w której skład wchodził tylko jeden Polak.

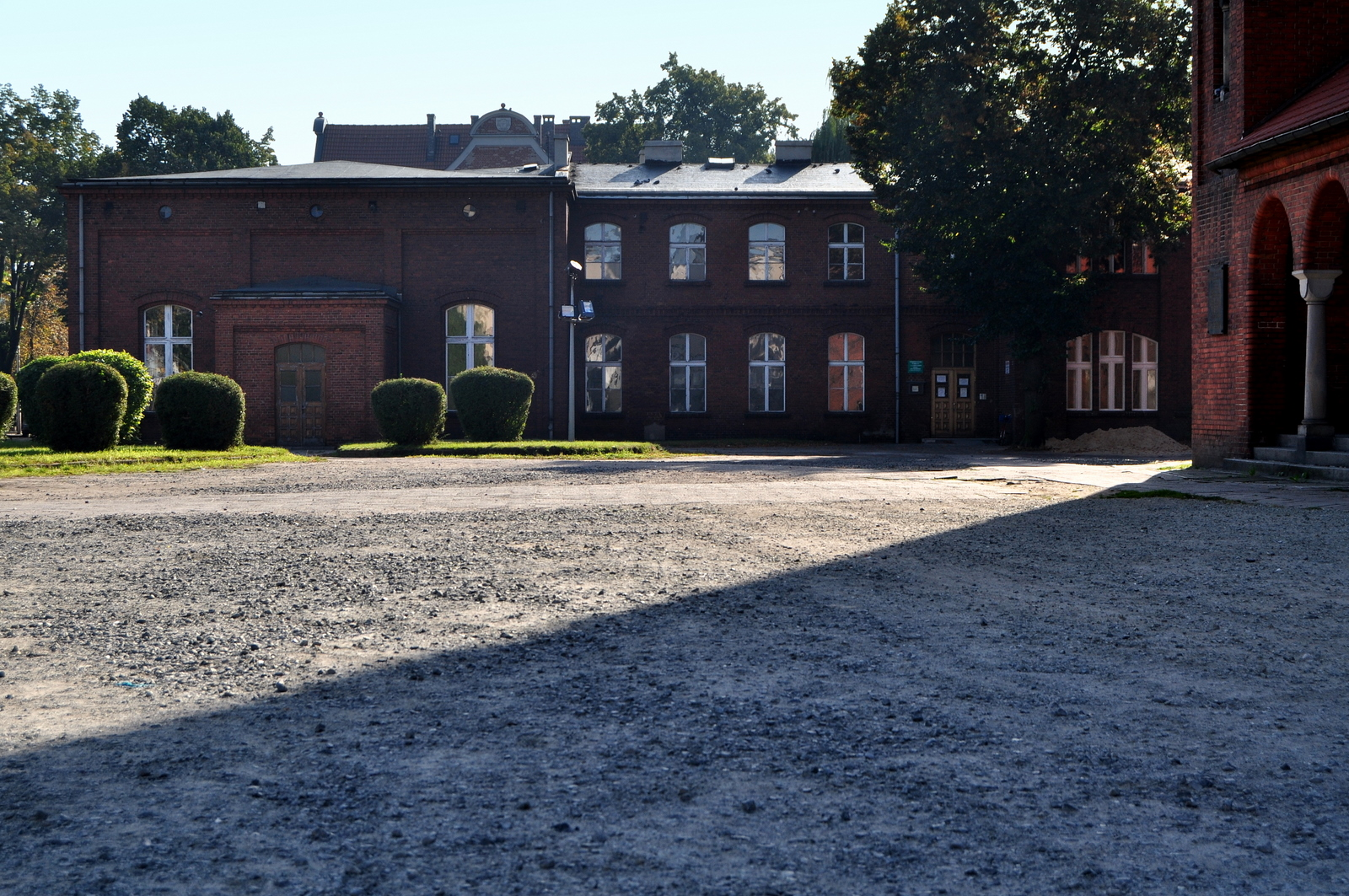
Dom Katolicki

Jednak następnego dnia po południu niemieccy żołnierze garnizonu ostrowskiego utworzyli Radę Żołnierską (Der Soldatenrat der Garnison Ostrowo) bez udziału Polaków. Na jej czele stanęli: st. szer. Fricke i rezerwista Klemz. W odpowiedzi na to, przedstawiciele żołnierzy-Polaków zwołali wiec w ostrowskim Domu Katolickim. W trakcie manifestacji utworzono Komitet Ludowy (z przewodniczącymi: adwokatem Michałem Lange i hrabią Bogdanem Szembekiem z Wysocka Wielkiego) oraz Towarzystwo Młodzieży „Pogotowie Służby i Łączności”, a zgromadzeni uchwalili następującą rezolucję:
(...) żołnierze, obywatele i młodzież polska żądają uroczyście wolnej, niepodległej i zjednoczonej Polski Ludowej z wolnym przystępem do morza w granicach sprzed pierwszego rozbioru i przyrzekają w jej obronie dać życie i mienie.
Do Niemców, zebranych w Miejskiej Strzelnicy, wystosowano oświadczenie następującej treści:
Ponad tysiąc żołnierzy i obywateli wszystkich stanów ustaliło dzisiaj jednomyślnie, że w myśl uznanego przez wszystkie walczące narody planu Wilsona, jest miasto i powiat Ostrów polskim terytorium, które należy do Państwa Polskiego. Odnosimy się z sympatią do ruchu wolnościowego naszych niemieckich współobywateli. Aż do ostatecznego przejęcia władzy przez Polską Republikę Ludową uważa polski Komitet, że jest jedyną prawowitą władzą (...).
Komitet Ludowy kierowany przez Michała Langego przeprowadził rozmowy z niemiecką Radą Żołnierską, w rezultacie których żołnierze-Polacy opuścili jednostkę i w dniach 10-11 listopada utworzyli pierwszy polski pułk piechoty. Dało to początek polityce faktów dokonanych: ochotników werbowano od 11 listopada „na żołd 1. pułku piechoty”, 12 listopada wymuszono na żołnierzach niemieckich przekazanie tzw. starych koszar Moltkego (przy ulicy Zduńskiej, obecnie Wolności) i uzbrojenia w postaci 500 karabinów, 50 skrzyń amunicji, dwóch karabinów maszynowych oraz dwóch samochodów ciężarowych, koszary przemianowano na im. Józefa Piłsudskiego, obsadzono gmachy urzędowe. W dniach 10-11 listopada do niemieckich urzędów i władz wprowadzono polskich kontrolerów z prawem kontrasygnaty, Stefana Rowińskiego i Wojciecha Lipskiego. Żołnierzy 1. pułku piechoty polskiej (początkowo pod dowództwem Mariana Modrzejewskiego, które 5 listopada przekazano Marianowi Nerskiemu, a 16 listopada wracającemu z frontu ppor. Władysławowi Wawrzyniakowi), zaprzysiężono 13 listopada. 
19 listopada utworzono polsko-niemiecką Komendę Placu (Platzkommendantur), która miała dbać o spokój w mieście; jej członkami zostali na zasadzie parytetu: Wuttke, Rungius, Dobrzycki oraz Aleksander Dubiski. Na wspólnym posiedzeniu 21 listopada 1918 w obecności przedstawicieli polskiej i niemieckiej ludności cywilnej oraz dwóch wysłanników poznańskiej Rady Robotników i Żołnierzy, pod naciskiem Naczelnej Rady Ludowej w Poznaniu (która uznała, w obawie przed zbrojną reakcją Niemiec, że wypadki w Ostrowie i faktyczne przejście dużej części władzy w ręce polskie są przedwczesne), obie ostrowskie rady żołnierskie, polską i niemiecką, połączono w jedną. Każda strona miała zagwarantowane 4 miejsca. W spotkaniu udział wzięli m.in. hr. Bogdan Szembek, lekarze Szulczewski i Aleksander Dubiski, dentysta Świtała, ppor. rez. Marian von Nerski, i niechętny Polakom Rudolf Fatken, naczelnik odcinka drogowego kolei
, pastor Schmidt, Schulz z Landsturmu, sierż. Nerger, rezerwista Klemz i st. szer. Riedel. Na mocy zawartej wówczas umowy, która weszła w życie 25 listopada 1918 roku o godzinie 8.00, Rada miała sprawować władzę na obszarze powiatów: ostrowskiego, odolanowskiego, ostrzeszowskiego i kępińskiego. 23 listopada ukazała się wspólna, dwujęzyczna odezwa Rady Żołnierzy, polskiej Powiatowej Rady Ludowej oraz Komendy Placu, powołująca do życia Straż Obywatelską, której celem było utrzymanie spokoju i porządku w powiecie oraz zapobieganie wykroczeniom ze strony powracających do Ostrowa jeńców. Odezwa głosiła:
Ktoby zakłócał spokój lub do gwałtów podburzał, winien być bez względu na narodowość aresztowany i odstawiony Radzie Żołnierzy w Ostrowie.
Szefem Straży na powiat został Bogdan Szembek. Straż podzielona została na cztery obwody komisarskie, na czele których stali:
- w obwodzie ostrowskim północnym Mierzyński z Karsek,
- w obwodzie ostrowskim południowym Ignacy Michalak z Przygodzic,
- w obwodzie sieroszewickim Zdzisław Daszkiewicz z Raduchowa,
- w obwodzie skalmierzyckim Tadeusz Brodowski ze Strzegowy.

W każdej miejscowości ustanowiono mężów zaufania, wybierających od jednego do czterech strażników, którzy mieli zadanie zapewnienia bezpieczeństwa obok dotychczas istniejących urzędów policyjnych.
26 listopada rozwiązano polski oddział wojskowy, a na żądanie Niemców koszary opuścili żołnierze nienależący do ostrowskiego garnizonu lub zapasowego batalionu 155. pułku piechoty. Strona polska zobowiązana była do sporządzenia imiennych list zwalnianych żołnierzy, głównie Polaków, którzy mieli też oddać broń.

### Uczestnicy wydarzeń
- Ludwik Begale
- Aleksander Dubiski
- Józef Jurek
- Michał Lange
- Wojciech Lipski
- Idzi Matyśkiewicz
- Józef Mertka
- Andrzej Niesiołowski
- Stefan Rowiński
- Bogdan Szembek
- Władysław Wawrzyniak
- Lech Ziemski

## Efekty wystąpienia Polaków
Pomimo rozwiązania 1. pułku piechoty polskiej, udało się wywalczyć miejsca dla polskich przedstawicieli w Radzie Żołnierskiej i w radzie miejskiej. Dzięki rokowaniom przedstawicieli nowej, wspólnej, Rady Żołnierskiej wycofano z ziemi ostrowskiej niemiecki 46. pułk piechoty im. Hrabiego Kirchbacha (46. Infanterie-Regiment Graf Kirchbach – 1. Niederschlesisches), a w Królewskim Katolickim Gimnazjum Męskim przywrócono naukę religii w języku polskim.

## Włączenie powiatu ostrowskiego do Polski
Część żołnierzy przedostała się do powstającej II Rzeczypospolitej, do pobliskiego Szczypiorna, gdzie podjęli służbę w 1. batalionie pogranicznym, który 13 grudnia na placu św. Józefa w Kaliszu złożył przysięgę wojskową. 27 grudnia doszło do wybuchu powstania wielkopolskiego. Pod Boczkowem poległ Jan Mertka jako pierwszy powstaniec.
31 grudnia ze Szczypiorna do Ostrowa wjechał dowodzony przez ppor. Jana Szlagowskiego pociąg pancerny nr 11 „Poznańczyk” z częścią kaliskiego batalionu pogranicznego. Zajęcie strategicznych punktów miasta odbyło się przy udziale miejscowych ochotników. Naczelnikiem oddziałów powstańczych, później wojennym komendantem miasta mianowano Mariana Modrzejewskiego, przejmowaniem koszar kierował Kierekesz, a zajęciem poczty Włodzimierz Lewandowski. Opanowaniem dworca dowodził Zygmunt Wieliczka, co trwało około 15 minut i odbyło się bez jakiegokolwiek oporu ze strony Niemców. Wartownikowi odebrano karabin, pas z bagnetem i hełm, przekazując je Polakowi, który zgłosił się na ochotnika z tłumu żołnierzy.
Jak doniósł „Orędownik Ostrowski”, w sylwestrową noc przed północą, landrat Walter Tiemann, został „uprzejmie poinformowany” przez delegację polskich powstańców, że przestał rządzić. 1 stycznia 1919 polski już Ostrów wizytował Ignacy Jan Paderewski.

## Echa współczesne
O wydarzeniach związanych z Republiką Ostrowską opowiadają serial Republika Ostrowska (1986) oraz film pełnometrażowy (1988) Republika nadziei, których scenarzystą był Kazimierz Radowicz, a reżyserem Zbigniew Kuźmiński. Powieściową wersją serialu była książka Radowicza Noc sylwestrowa (Ostrów Wielkopolski, 1993). W 1988 wydano monograficzną pracę Zenona Dykcika Republika Ostrowska. Przyczynek do historii powstania wielkopolskiego 1918–1919 (kolejne wydania w 1992 i 2003).
Na pamiątkę wydarzeń nazywanych Republiką Ostrowską, 10 listopada obchodzone jest święto miasta Ostrowa Wielkopolskiego, a jednemu z rond w 2006 roku nadano nazwę Rondo Republiki Ostrowskiej. W latach 2008 i 2009 w Ostrowie odbyły się wielkie inscenizacje historyczne dla upamiętnienia rocznicy tych wydarzeń. Organizowany jest także Bieg Republiki Ostrowskiej. Rada miejska od 2009 roku przyznaje Medal Republiki Ostrowskiej za wybitne osiągnięcia w dziedzinie samorządności, edukacji, kultury, sztuki, sportu, gospodarki, polityki, działalności publicznej oraz promocji i mecenatu na rzecz Ostrowa Wielkopolskiego i regionu.
Pojawiają się także głosy krytyczne wobec określania zdarzeń z roku 1918 mianem Republiki Ostrowskiej i kultywowania o nich pamięci takiej formie. Krytycy argumentują, że  termin ten powstał na potrzeby przywołanego wyżej filmu i serialu, a samej Republiki Ostrowskiej nigdy nie proklamowano. Do zwolenników takiego stanowiska należy np. prof. Jerzy Pietrzak.